# Las Seis Colinas
El Las Seis Colinas (en inglés: The Six Hills) es un conjunto de seis colinas (como indica su nombre) ubicadas en el extremo noreste de la isla Gran Malvina, en las Islas Malvinas, entre el puerto de los Brazos (frente al estrecho de San Carlos) y el puerto Purvis. La colina más alta posee 285 m s. n. m. y al noreste se ubica el monte Rosalía, al sur Puerto Mitre y al oeste la desembocadura del río Warrah.